# Джеймс Брюс (водоспад)
Джеймс Брюс (неофіційна назва) — найвищий виміряний водоспад на материку Північна Америка і дев'ятий найвищий у світі. Розташований в Морському провінційному парку принцеси Луїзи, що в Британській Колумбії, Канада.
Починається від невеликого снігового поля і спадає каскадом вниз на 840 м до бухти принцеси Луїзи. Два паралельні потоки, на честь яких водоспад і названий, беруть початок із цього снігового поля; один з них є постійним протягом усього року, а інший зазвичай висихає в липні. Потік впадає в крік Локвілтс, що вливається в невелику бухту через водоспад за назвою Торохтій (Chatterbox Falls).